# Schneefernerkopf
Schneefernerkopf – szczyt w paśmie Wettersteingebirge, w Alpach Bawarskich. Leży na granicy między Austrią (Tyrol), a Niemcami (Bawaria). To drugi pod względem wysokości szczyt Wettersteingebirge. Leży w tym samym masywie górskim co Zugspitze. Pod szczytem leży lodowiec Schneeferner.
Pierwszego wejścia, w 1871 r., dokonał Hermann von Barth.